# Paz Bascuñán
Paz Bascuñán (née María Paz Bascuñán Aylwin le 2 juin 1975 à Santiago du Chili) est une actrice chilienne.
Elle est la fille de l'historien Carlos Bascuñán Edwards et de l'ancienne ministre de l'Éducation Mariana Aylwin Oyarzún.
Son grand-père maternel est l'ancien président chilien Patricio Aylwin.

## Filmographie

### Cinéma
- 2006 : Pretendiendo : Fernanda
- 2007 : Santos : Prentatrice d'téléjournal
- 2007 : Normal con alas : Pascuala Cortázar
- 2010 : Qué pena tu vida : Mariana Vargas
- 2011 : Qué pena tu boda : Mariana Vargas
- 2012 : Qué pena tu boda : Mariana Vargas
- 2013 : Mis peores amigos : Gabriela Delgado
- 2013 : Alma
- 2015 : Sin filtro :  Pía Vargas
- 2018 : No estoy loca :  Carolina

### Télévision
Télénovelas
- 1999 : Cerro alegre (Canal 13) : Heidi Astudillo
- 2001 : Piel canela (Canal 13) : Marcela Moreno
- 2003 : Puertas adentro (TVN) : Javiera Martínez
- 2004 : Los Pincheira (TVN) : Trinidad Molina
- 2005 : Los Capo (TVN) : Millarhäu
- 2006 : Complicés (TVN) : Francisca Durán
- 2007 : Corazón de María (TVN) : Yasna Ceballos
- 2008 : Viuda alegre (TVN) : Sofía Valdebenito
- 2009 : Los exitosos Pells (TVN) : Daniela Caminero
- 2010 : Martín Rivas (TVN) : Mercedes Rivas
- 2012-2013 : Soltera otra vez (Canal 13) : Cristina Moreno, dite Cristi (Protagoniste)

Séries télévisées
- 2004 : Loco por ti (TVN)
- 2004 : La vida es una lotería (TVN) : Mechita
- 2009 : Una pareja dispareja (TVN) : Cassandra Mamani

## Nominations et récompenses

### Premios Copihue de Oro
| Année | Catégorie         | Telenovela       | Résultat |
| ----- | ----------------- | ---------------- | -------- |
| 2012  | Meilleure actrice | Soltera otra vez | Nommée   |

### Premios TV Grama
| Année | Catégorie                                 | Telenovela       | Résultat |
| ----- | ----------------------------------------- | ---------------- | -------- |
| 2012  | Meilleure actrice nationale de télévision | Soltera otra vez | Nommée   |